# Сідней Гузман
Сідней Гузман Віллакоста (ісп. Sidney Guzman Villacosta; нар. 12 жовтня 1977, департамент Лобітос, провінція Талара, регіон П'юра) — перуанський борець греко-римського стилю, срібний призер чемпіонату Південної Америки, срібний призер Панамериканського чемпіонату, бронзовий призер Панамериканських ігор, учасник Олімпійських ігор.

## Життєпис
Боротьбою почав займатися з 1995 року.
Виступав за спортивний клуб «Орландо Очоа» Ліма. Тренер — Луїс Джері Касерес.
Після завершення кар'єри борця почав виступи у змішаних єдиноборствах. Провів три бої, у двох з яких переміг та в одному зазнав поразки.

## Спортивні результати на міжнародних змаганнях

### Виступи на Олімпіадах
| Змагання                    | Збірна | Вагова категорія                 | Місце |
| --------------------------- | ------ | -------------------------------- | ----- |
| Літні Олімпійські ігри 2004 | Перу   | греко-римська боротьба, до 60 кг | 15    |

### Виступи на Чемпіонатах світу
| Змагання                        | Збірна | Вагова категорія                 | Місце |
| ------------------------------- | ------ | -------------------------------- | ----- |
| Чемпіонат світу з боротьби 2001 | Перу   | вільна боротьба, до 58 кг        | 27    |
| Чемпіонат світу з боротьби 2001 | Перу   | греко-римська боротьба, до 58 кг | 30    |
| Чемпіонат світу з боротьби 2002 | Перу   | греко-римська боротьба, до 60 кг | 23    |
| Чемпіонат світу з боротьби 2003 | Перу   | греко-римська боротьба, до 60 кг | 18    |

### Виступи на Панамериканських чемпіонатах
| Змагання                                   | Збірна | Вагова категорія                 | Місце  |
| ------------------------------------------ | ------ | -------------------------------- | ------ |
| Панамериканський чемпіонат з боротьби 2002 | Перу   | греко-римська боротьба, до 60 кг | 6      |
| Панамериканський чемпіонат з боротьби 2003 | Перу   | греко-римська боротьба, до 60 кг | 4      |
| Панамериканський чемпіонат з боротьби 2004 | Перу   | греко-римська боротьба, до 60 кг | Срібло |

### Виступи на Панамериканських іграх
| Змагання                  | Збірна | Вагова категорія                 | Місце  |
| ------------------------- | ------ | -------------------------------- | ------ |
| Панамериканські ігри 1999 | Перу   | греко-римська боротьба, до 58 кг | Бронза |
| Панамериканські ігри 1999 | Перу   | вільна боротьба, до 58 кг        | 10     |
| Панамериканські ігри 2003 | Перу   | греко-римська боротьба, до 60 кг | 5      |

### Виступи на Чемпіонатах Південної Америки
| Змагання                                    | Збірна | Вагова категорія                 | Місце  |
| ------------------------------------------- | ------ | -------------------------------- | ------ |
| Чемпіонат Південної Америки з боротьби 2014 | Перу   | греко-римська боротьба, до 71 кг | Срібло |

### Виступи на інших змаганнях
| Змагання                                                        | Збірна | Вагова категорія                 | Місце |
| --------------------------------------------------------------- | ------ | -------------------------------- | ----- |
| Олімпійський кваліфікаційний турнір з боротьби 2004 (Новий Сад) | Перу   | греко-римська боротьба, до 60 кг | 17    |
| Олімпійський кваліфікаційний турнір з боротьби 2004 (Ташкент)   | Перу   | греко-римська боротьба, до 60 кг | 17    |